# Karl-Wilhelm Busch
Karl-Wilhelm Busch (* 30. Mai 1946 in Bremen-Grohn; † 11. Oktober 2021 in Bremen) war ein deutscher Politiker. Er war Mitglied der Bremischen Bürgerschaft (SPD).

## Biografie
Busch war als Angestellter und später Abteilungsleiter in Bremen tätig.
Er war Mitglied in der SPD und in verschiedenen Funktionen aktiv. Er war für die SPD von 1982 bis 1991 in der 10., 11. und 12. Wahlperiode neun Jahre lang Mitglied der Bremischen Bürgerschaft und in der Bürgerschaft in verschiedenen Deputationen tätig.
Er war Mitglied im Präsidium der Arbeiterwohlfahrt (AWO) Kreisverbandes Hansestadt Bremen. Für den SV Grohn war er (bis 1997) als Vorsitzender aktiv.